# Сайн-Хахенбург
Графство Сайн-Ха́хенбург (нем. Grafschaft Sayn-Hachenburg) — государство в составе Священной Римской империи, существовавшее с 1648 по 1827 г. Располагалось в районе Вестервальда у реки Зиг.

## История
Графы Сайн построили замок Хахенбург в Вестервальде около 1200 г. для защиты торгового маршрута. Вскоре он стал административным центром графства Сайн. После того, как старая линия графов Сайн вымерла в 1606 г., Хахенбург перешел к графам Сайн-Витгенштейн-Сайн.
Граф Генрих IV построил замок Альтенкирхен в 1586 г., который был снесен в 1862 году. При нём графы Сайн-Сайн вымерли по мужской линии в 1606 г., и Альтенкирхен перешел к графам Сайн-Витгенштейн.
После смерти последнего графа Сайн-Витгенштейн-Сайн Эрнста в 1636 г, в 1652 г. его сестры унаследовали графство и окончательно разделили: старшая дочь Эрнестина получила территорию вокруг Хахенбурга (район Хахенбург), банн Максзайн, часть Грунд-Зельбах и Бурбах (амт Нойнкирхен) (кондоминиум), а также приходы Бирнбах, Фламмерсфельд, Хамм и Шёнеберг (амт Шёнеберг); младшая дочь Иоганетта — район вокруг Альтенкирхена и Альмерсбаха, а также территориально разделенные приходы Мерен, Нидерфишбах, Кирхен, Дааден и Гебхардсхайн (Сайн-Альтенкирхен).
Графство входило в Вестфальский имперский округ и коллегию имперских князей Нижнего Рейна-Вестфалии.
Иоганетта фон Сайн-Витгенштейн вышла замуж за герцога Саксен-Эйзенаха Иоганна Георга I в 1661 г., графство оставалось за этой семьей до 1741 г.. Их наследниками были маркграфы Бранденбург-Ансбахские, территории которых были присоединены к королевству Пруссия в 1791 г. Заключительное постановление Имперской депутации от февраля 1803 г. графство Нассау-Узинген, которое было преобразовано в герцогство Нассау в 1806 г. вместе с Нассау-Вейльбургом.
В 1815 г. Венским конгрессом приходы Бирнбах, Фламмерсфельд, Хамм и Шёнеберг были переданы Пруссии, оставшаяся территория оставалась за герцогством Нассау до 1866 г. и австро-прусской войны, после чего отошла к Пруссии, став частью Рейнской провинции (1822—1946 гг.) и Рейнланд-Пфальца (1946 г. — н.в.).
По женской линии титул перешёл к великим герцогам Люксембурга.

## Правители
- Эрнестина Салентина фон Сайн-Витгенштейн[англ.] (1648—1701)
- граф Графство Мандершайд-Бланкенхайм Максимилиан Йозеф (1661—1675)
- бурграфиня Кирхберга Магдалена Кристина (1675—1715)
- бурграф Кирхберга Георг Фредерик (1715—1749)
- бурграф Кирхберга Вильгельм Людвиг (1749—1751)
- бурграф Кирхберга Вильгельм Георг (1751—1777)
- Луиза Сайн-Гахенбургская (1776—1827)